# 71 Ophiuchi
71 Ophiuchi, som är stjärnans Flamsteed-beteckning, är en ensam stjärna i den norra delen av stjärnbilden Ormbäraren. Den har en skenbar magnitud på ca 4,64 och är svagt synlig för blotta ögat där ljusföroreningar ej förekommer. Baserat på parallax Gaia Data Release 2 på ca 9,9 mas, beräknas den befinna sig på ett avstånd på ca 273 ljusår (ca 84 parsek) från solen. Den rör sig närmare solen med en heliocentrisk radialhastighet av ca -3 km/s.

## Egenskaper
71 Ophiuchi är en orange till gul jättestjärna av spektralklass G8 III, som har förbrukat förrådet av väte i dess kärna och ingår i röda klumpen, vilket betyder att den befinner sig på den horisontella jättegrenen och genererar energi genom termonukleär fusion av helium i dess kärna. Den har en massa som är ca 2,9 solmassor, en radie som är ca 13 solradier och utsänder ca 89 gånger mera energi än solen från dess fotosfär vid en effektiv temperatur på ca 5 000 K.